# Ludwig Kalisch

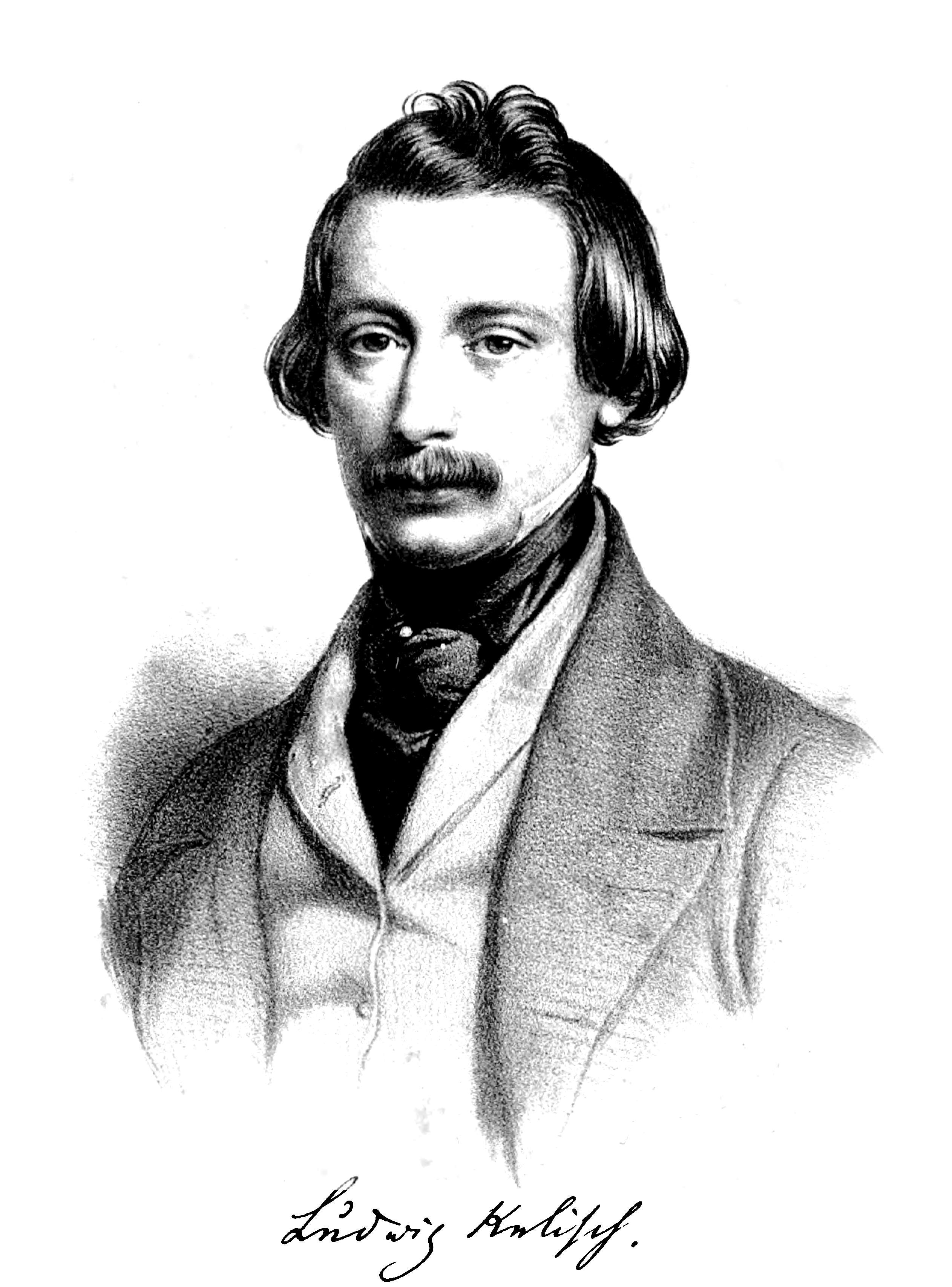
Ludwig Kalisch.

Ludwig Kalisch, född 7 september 1814 i Lissa, död 3 mars 1882 i Paris, var en tysk författare. 
Kalisch, som hade judiska föräldrar, förde som yngling ett kringirrande liv och studerade därefter vid tyska universitet. Från 1843 uppträdde han som humoristisk författare, bland annat av skämtsamma ballader och romaner, men tvingades 1849 fly till följd av delaktighet i revolutionära rörelser och bodde sedan mest i Paris. Av hans arbeten kan nämnas Das Buch der Narrheit (1845), Poetische Erzählungen (1845), Paris und London (1851) och Heitere Stunden (1872). Han skrev även flitigt i tidningar.